# Short SC.7 Skyvan
Short SC.7 Skyvan je dvomotorno 19-sedežno turbopropelersko letalo severnoirskega proizvajalca Short Brothers. Skyvan se večinoma uporablja za prevoz tovora ali potnikov na kratke razdalje in odmetavanja padalcev. Letalo je povsem kovinske konstrukcije, ima kvadratni presek trupa, visokonameščeno krilo s podporno palico in fiksno trickel pristajalno podvozje.

## Specifikacije (Short Skyvan 3)
Podatki iz Michell, Simon (1994). Jane's Civil and Military Aircraft Upgrades 1994-95. Coulsdon, UK:Jane's Information Group. ISBN 0-7106-1208-7.
Splošne karakteristike
- Posadka: 1 ali 2
- Število sedežev: 19 potnikov
- Dolžina: 12,21 m (40 ft 1 in)
- Razpon kril: 19,78 m (64 ft 11 in)
- Višina: 4,6 m (15 ft 1 in)
- Površina kril: 35,12 m² (378 ft²)
- Teža praznega letala: 3331 kg (7344 lb)
- Maks. vzletna teža: 5670 kg (12500 lb)
- Pogon letala: 2 ×  Turboprop Garrett AiResearch TPE-331-201, 533 kW (715 KM)  vsak

 Zmogljivost 
- Neprekoračljiva hitrost: 402 km/h, 217 vozlov (250 mph)
- Maks. hitrost: 325 km/h, 175 vozlov (202 mph)
- Potovalna hitrost: 317 km/h (170 vozlov, 197 mph)
- Hitrost porušitve vzgona: 111 km/h, 60 knots (69 mph)
- Doseg: 1117 km (694 milj)
- Višina leta: 6858 m (22500 ft)
- Hitrost vzpenjanja: 500 m/min (1640 ft/min)
- Obremenitev kril: 136,6 kg/m² (33,5 lb/ft²)